# گسترش ارتباطات سپنتا
شرکت مهرگان دانش پژوه با نام تجاری سپنتا یک شرکت ارائه دهنده خدمات اینترنتی است که در کل کشور ایران فعالیت دارد. سپنتا در زمینه‌های مختلف از جمله اینترنت پرسرعت خانگی، پهنای باند اختصاصی، TD-LTE پیامک و مرکز داده فعالیت دارد. در اسناد RIPE شرکت سپنتا یک سرویس دهنده اینترنت با دامنه فعالیت متوسط ذکر شده‌است. سپنتا یکی از بزرگترین شرکت‌های ارائه‌دهنده خدمات اینترنتی محسوب می‌شود.

## تاریخچه
شرکت سپنتا در سال ۱۳۷۸ با نام رسمی شرکت مهرگان دانش‌پژوه و نام تجاری سپنتا به عنوان یکی از از نخستین شرکت‌های ارائه کننده اینترنت در تهران شروع ارائه خدمات اینترنت اینترنت از طریق شماره‌گیری (Dial Up) کرد. در سال ۱۳۸۲ هیئت مدیره شرکت مهرگان دانش‌پژوه، شرکت دیگری با نام رسمی شرکت گسترش ارتباطات سپنتا را در تهران تأسیس کردند. در حال حاضر هر دو شرکت مهرگان دانش‌پژوه و گسترش ارتباطات سپنتا با نام تجاری سپنتا شناخته می‌شوند.

## خدمات
- ارائه اینترنت پرسرعت (ADSL)
- ارائه پهنای باند اختصاصی اینترنت
- ارتباطات درون سازمانی شرکت‌ها (VPN)
- مرکز تماس
- اینترنت ویژه مجتمع‌ها
- خدمات دیتا سنتر و میزبانی
- مشاوره، طراحی و نگه داری ارتباطات بی‌سیم
- ارائه راه حل‌های شبکه

## افتخارات
- سایت شرکت سپنتا در چهارمین جشنواره وب ایران به عنوان بهترین سرویس‌دهنده اینترنت شناخته شد.[۷]